# Nádorové antigeny
Nádorové antigeny jsou látky obvykle bílkovinné povahy exprimované buňkami nádoru, jsou vystavovány na hlavním histokompatibilním komplexu (MHC), jejich existence a prezentace umožňuje imunitnímu systému rozpoznat transformované buňky a následně na ně reagovat, a tak jsou nádorové antigeny důležitou součástí protinádorové imunity a jejích mechanismů. Tématy spojenými s nádorovými antigeny se zabývá nádorová imunologie.

## Mechanismus aktivace imunitního systému
Antigeny jsou prezentovány na MHC I a MHC II povrchových molekulách buněk a jsou rozpoznávány pomocí T-buněčných receptorů (TCR), které se nacházejí na povrchu T-lymfocytů, čímž dochází k antigenní prezentaci. Vůči antigenům zdravé buňky je imunitní systém zdravého jedince tolerogenní, díky mechanismům centrální a periferní tolerance. Nádorové antigeny se však od antigenů normálních buněk liší a imunitní buňky se s takovým antigenem během své „výchovy“ nesetkaly. Interakce T-lymfocytů s takovým antigenem způsobí odpovídající imunitní odpověď.  

## Klasifikace
Nádorové antigeny je možné rozdělit do dvou hlavních kategorií: antigeny asociované s nádory (TAA) a antigeny specifické pro nádory (TSA)

### Antigeny asociované s nádory (TAA)
Do kategorie TAA patří antigeny, které nejsou specifické pouze pro buňky nádoru, ale nacházejí se a jsou exprimovány i na jiných buňkách. Mezi nádorovou a zdravou buňkou se pak liší úroveň exprese těchto antigenů a to jak kvantitativně, tak i časově a místně. Exprese TSA je v nádorových buňkách obvykle zvýšena oproti zdravé tkáni. Tolerance imunitního systému vůči těmto antigenům není úplná.  
Mezi TSA patří onkofetální antigeny, které jsou běžně přítomné u normálních embryonálních buněk, avšak u buněk dospělého jedince se ve vyšších hladinách objevují jen výjimečně a to na některých typech nádorových buněk. Příkladem onkofetálního antigenu je karcinoemryonální antigen (CEA), který je charakteristickým antigenem nádorů gastrointestinálního traktu, např. u kolorektálního karcinomu. Dalším známým embryo-antigenem je alfa-fetoprotein (AFP), který je u dospělého člověka charakteristickým u transformovaných jaterních buněk. 
Na melanomových buňkách jsou velmi silně exprimovány některé melanomové antigeny, ty lze nalézt i na epidermálních melanocytech nebo pigmentovaných epitelích sítnice, duhovky a řasnatého tělíska, kde je jejich exprese signifikantně nižší. Příklady melanomových antigenů jsou: Melan-1/MART-1 a glykoprotein 100 (gp100). 
U nádorů je častá také zvýšená exprese růstových faktorů a jejich receptorů. Příkladem takového TAA je antigen HER2/neu - receptor růstového faktoru epiteliálních buněk, jehož overexprese je charakteristická pro nádory mléčné žlázy.
Mezi TAA bývají někdy zařazovány i proteiny tepelného šoku (HSP), jejichž exprese je v nádorové tkáni zvýšena, nadměrný výskyt HSP napomáhá proliferaci, metastazování a potlačení apoptózy. 
Dalšími důležitými TAA jsou také prostatický specifický antigen (PSA) charakteristický svou zvýšenou expresí u karcinomu prostaty nebo adhezivní molekula epiteliálních buněk EPCAM spojená se silnou expresí v nádorových metastázích. 

### Antigeny specifické pro nádory (TSA)
Mezi TSA patří proteiny, které se za běžných okolností na normálních buňkách nevyskytují. Často se jedná o produkty mutovaných genů, zejména tumor supresorových genů a onkogenů, nebo produkty abnormálního proteinového štěpení v transformované buňce. Kromě toho jsou častými TSA i produkty, které buňka tvoří při infekci onkogenních virů nebo odlišná glykosylace povrchových proteinů. TSA jsou často spojovány s označením neoantigeny.   
Nádory vyvolané viry jsou charakteristické přítomností virových antigenů. Mezi onkogenní viry s vlastními onkogeny sloužícími imunitnímu systému jako TSA patří například polyomaviry nebo virus Epstein - Barrové (EBV).

## Využití
Nádorové antigeny jsou důležitými prognostickými, diagnostickými a prediktivními biomarkery. Velmi dobře také slouží k monitoringu progrese nádorových onemocnění a mohou být využity i při terapii. V případě TAA je porovnávána zejména jejich hladina v nádorech oproti zdravé tkáni, ve většině případů je hladiny TAA v nádorové tkáni zvýšena, exprese daného antigenu je tedy upregulována.  Potenciální využití mohou nádorové antigeny najít také v odvětví nádorových vakcín. 